# دره ماه و خورشید
دره ماه و خورشید مربوط به سده‌های اولیه میلادی است و در چالدران، حومه شهر واقع شده و این اثر در تاریخ ۲۵ اسفند ۱۳۷۹ با شمارهٔ ثبت ۳۳۲۲ به‌عنوان یکی از آثار ملی ایران به ثبت رسیده است.